# Morrison Waite
Pour les articles homonymes, voir Wait.
Morrison Remick « Mott » Waite, né le 29 novembre 1816 à Lyme et mort le 23 mars 1888 d'une pneumonie, est un avocat et homme politique américain. Il est le 7e juge en chef des États-Unis (1874-1888).
Il est surtout connu pour avoir renversé les lois fédérales adoptées pendant la reconstruction après la guerre de Sécession et qui protégeaient les Afro-Américains.

## Distinctions
- Doctorat honoris causa  de l'Université d'État de l'Ohio (Juin 1881)[2]